# Monocentropus lambertoni
Espèce
Monocentropus lambertoni est une espèce d'araignées mygalomorphes de la famille des Theraphosidae.

## Distribution
Cette espèce est endémique de Madagascar.

## Description
Le mâle décrit par Louis Fage en 1922 mesure 54 mm et la femelle 52 mm.

## Étymologie
Cette espèce est nommée en l'honneur du paléontologue Charles Lamberton qui a collecté la série type.

## Publication originale
- Fage, 1922 : Materiaux pour servir à la faune des arachnides de Madagascar (Première note). Bulletin du Muséum National d'Histoire Naturelle de Paris, vol. 1922, p. 365-370 (texte intégral).